# Unterperger
Unterperger è una famiglia di pittori trentini, originaria di Cavalese in Val di Fiemme, attivi nel XVIII secolo.
Tra i maggiori esponenti vi sono: 
- Michelangelo (1695-1758) e Francesco Sebaldo (1706-1776), figli di Cristoforo e Maria Elisabetta Lieb.
- Cristoforo (1732-1798) e Ignazio (1742-1797) fratelli, allievi e nipoti di Michelangelo e Francesco.[1]